# Nij Brongergea Tsjerke
De Nij Brongergea Tsjerke is een kerkgebouw in De Knipe in de Nederlandse provincie Friesland.

## Beschrijving
De eenbeukige kerk uit 1661 heeft een driezijdig gesloten koor en aan de westzijde een dakruiter. Het orgel uit 1918 is gebouwd door Bakker & Timmenga. In 2011 werd op 25-27 november het 350-jarig bestaan van de kerk gevierd.
De Protestantse Gemeente Tjalleberd-De Knipe kerkt afwisselend in deze kerk en de Aengwirder Tsjerke.